# أنتونيو أندري
أنتونيو أندري (بالبرتغالية: António André‏) (مواليد 24 ديسمبر 1957) هو لاعب كرة قدم. يلعب مع منتخب البرتغال لكرة القدم. سبق له أن لعب في كأس العالم لكرة القدم مع منتخب بلاده.

## روابط خارجية
- أنتونيو أندري على موقع الاتحاد الدولي (مؤرشف)  (الإنجليزية)
- أنتونيو أندري على موقع الاتحاد الأوربي (الإنجليزية)
- أنتونيو أندري على موقع قاعدة بيانات كرة القدم.إي يو (الإنجليزية)
- أنتونيو أندري على موقع ناشيونال فوتبول تيمز (الإنجليزية)
- أنتونيو أندري على موقع عالم كرة القدم.نت (الإنجليزية)